# Koczeczum
Koczeczum (ros. Ко́чечум) – rzeka w azjatyckiej części Rosji, w Kraju Krasnojarskim. Dopływ Dolnej Tunguzki. Jej długość wynosi 733 km, zaś powierzchnia zlewni 96 400 km².
Źródła rzeki znajdują się w południowej części płaskowyżu Putorana. Płynie przez płaskowyż Sywerma, będący częścią Wyżyny Środkowosyberyjskiej. Uchodzi do Dolnej Tunguzki w miejscowości Tura. Głównymi dopływami Koczeczumu są: Embenczinme, Tembenczi (prawe) oraz Turu (lewy).
Nazwa pochodzi z języka ewenkijskiego i oznacza „chłodna”.
Koczeczum płynie przez tereny klimatu kontynentalnego subarktycznego. Zimą temperatury spadają nawet do -60°C. Dorzecze pokrywa wieczna zmarzlina, w związku z czym rzeka jest zasilana niemal wyłącznie przez topniejący śnieg. Zamarza od października do maja lub czerwca.